# Clairo
Claire Elisabeth Cottrill (ur. 18 sierpnia 1998 w Atlancie), znana profesjonalnie jako Clairo lub DJ Baby Benz – amerykańska piosenkarka i twórczyni tekstów, opisująca siebie jako artystkę alternatywną.
Mając 13 lat zaczęła udostępniać swoją muzykę m.in. na platformach Bandcamp, Soundcloud i Youtube. W 2017 roku jej teledysk do piosenki „Pretty Girl" zdobył ogromną popularność w serwisie YouTube, a Claire Cottrill zyskała rozpoznawalność w mediach. Po sukcesie „Pretty Girl" Clairo podpisała kontrakt z wytwórnią FADER Label, której nakładem w 2018 roku ukazał się jej EP, „diary 001". W 2019 roku światło dzienne ujrzał jej pierwszy album zatytułowany „Immunity", 18. na liście 50 najlepszych albumów 2019 według amerykańskiego magazynu muzycznego Pitchfork. W 2021 Clairo wydała swój drugi studyjny album zatytułowany „Sling".

## Kariera

### Początki
Claire Cottrill, wychowana w domu pełnym muzyki i od dziecka widziała, że to jest coś, co kocha. Już w wieku 13 lat zaczęła udostępniać swoje wykonania w Internecie. Cover piosenki „Duet” Frankie Cosmos z 25 grudnia 2014 roku i cover „Boys Don’t Cry” zespołu The Cure to jedne z jej najwcześniejszych wykonań. Już na początku swojej drogi zauważona przez MTV, Clairo została zaproszona do stworzenia utworu, który służyłby jako tło dla programów Music Television, jednak do dziś pozostaje on w archiwach MTV.
4 sierpnia 2017 roku Clairo udostępniła na YouTube teledysk, który zmienił jej całe życie. „Pretty Girl” dzięki algorytmowi serwisu niedługo po premierze osiągnęła ponad milion wyświetleń (dziś to ponad 80 mln). Po ogromnym sukcesie swojego singla dostała wiele propozycji od największych wytwórni muzycznych, jednak ostatecznie podpisała kontrakt na 12 utworów z wytwórnią FADER Label, założoną przez Jona Cohena, zaprzyjaźnionego z jej rodziną. Ale współpraca Claire z wytwórnią FADER nie zakończyła się na 12 utworach.

### diary 001
Jak napisał The New York Times, „»Pretty Girl« Clairo stała się hitem. Potem musiała udowodnić swoją wartość”. Dlatego też 28 maja 2018 roku Clairo wydała EP diary 001. W recenzji magazynu Pitchfork diary 001 otrzymało notę 7 w skali na 10. „Clairo na pierwszej płycie prezentuje beztroską, niewymagającą dużych nakładów estetykę, ale po czasie jej piosenki ujawniają głębię jej umiejętności" - jak napisano w tej właśnie recenzji.
Tego samego miesiąca Clairo ogłosiła trasę po Ameryce Północnej i daty koncertów, na których była supportem dla Duy Lipy. W 2018 roku wystąpiła na festiwalu Lollapalooza, a w 2019 na festiwalu Coachella. Tego samego roku Khalid zaprosił Clairo, aby pojechała wraz z nim w trasę koncertową „Free Spirit World Tour" jako support w Ameryce Północnej.

### Immunity
24 maja 2019 roku Claire ogłosiła datę wydania Immunity, pierwszego swojego LP, współprodukowanego przez Rostama Batmanglij. Udostępniła  też pierwszy singiel z albumu, czyli „Bags", po których później ukazały się „Closer To You" i „Sofia". Album miał swoją premierę 2 sierpnia 2019 roku.
Immunity zawiera 11 piosenek o łącznej długości 40 minut i 39 sekund. To utwory dotyczące osobistych doświadczeń Claire; jej przemyślenia przekute w dopracowane kilkuminutowe historie. Alewife jest jedną z najbardziej osobistych historii, które Claire zawarła w swoim debiutanckim albumie. Jej znaczenie wytłumaczyła na antenie podcastu Song Exploder w odcinku z 22 listopada 2019.
Immunity zostało umieszczone na wielu listach najlepszych albumów 2019, m.in. na 10. miejscu rankingu NME, 18. miejscu zestawienia portalu Pitchfork, 20. miejscu klasyfikacji gazety The Guardian i 22. miejscu podsumowania przygotowanego przez Billboard.
Clairo jesienią 2019 roku pojechała w trasę „Immunity Tour" po Ameryce Północnej. Trasa trwała od 28 października do 19 marca 2019 z przerwą między 20 listopada a ostatnim koncertem trasy.

### Sling
13 kwietnia 2020 roku Clairo na swoim profilu na Twitterze udostępniła zdjęcie folderu „Album 2" z dopiskiem w nawiasie „demo jak dotąd". W lutym na jej koncie na SoundCloud pojawiły się utwory Claire zatytułowane „february 15, 2020 london, uk (demo)" oraz  „Everything I Know", zawarty w ramach „humble compilation vol. 1" na profilu humble records. 22 września 2020 Clairo prowadząc drugą audycję w radiu NTS wykonała „Favoritism", również do znalezienia m.in. na platformie SoundCloud. Tego samego roku powstał także nowy project Clairo nazwany Shelly; współtworzą go z nią jej przyjaciele Claud, Josh Mehling i Noa Frances Getzug. 30 października 2020 grupa wydała singiel zawierający utwory „Steeeam” i „Natural”. Jeszcze przed ogłoszeniem albumu Sling Clairo wraz z Phoebe Bridgers pojawiła się jako głos wspierający na singlu Lorde „Solar Power".
11 czerwca 2021 Clairo wydała singiel ze swojego nowego LP – „Blouse" z wokalem Lorde jako głos wspierający. Tego samego dnia wykonała go w programie „The Tonight Show Starring Jimmy Fallon".
Sling ukazał się 16 lipca 2021 roku wydany przez FADER Label, Polydor Records i Republic Records. Zawiera on 12 utworów o długości 44 minut i 33 sekund. Pracując nad albumem, który współprodukował Jack Antonoff, Claire wróciła do ważnych dla niej lat 70. Na albumie główne role grają pianino, gitara akustyczna i harmonie wokalne, współgrając m.in. z saksofonem i gitarą elektryczną. Większość utworów z albumu napisała zaczynając od pianina właśnie. Poszczególne utwory tak jak wcześniej mają różne aranżacje - tak jak „Amoeba" i „Bambi" - i jak nigdy wcześniej rozbudowane wątki w swoich tekstach, ukazujące kunszt pisarski Clairo. „Wade", będące jak historia, podzielone na rozdziały, z których każdy różni się od siebie muzycznie i aranżacyjnie, pokazuje, że wraz z dorastaniem Claire dojrzały nie tylko jej teksty, ale i umiejętności kompozytorskie.
Sling to rozważania Claire o macierzyństwie i rodzinie, co widać między innymi w „Reaper", chronologicznie pierwszym utworze albumu, napisanym przez Claire po adoptowaniu psa Joanie. Artystka w piosenkach z albumu porusza także temat biznesu muzycznego i bycia artystką, przede wszystkim w utworze „Management": Complain to the management / About my lack of self-respect / Fast forward to when I'll have friends / And men who don't interject. W piątym w kolejności utworze na Sling, „Blouse", Clairo bierze głos w sprawie seksualizacji kobiet, dochodząc do wersu If touch can make them hear, then touch me now, całym utworem nawiązując do swoich osobistych doświadczeń.
Sling otrzymał uznanie krytyków tuż po swoim wydaniu. Jak napisano o albumie w recenzji Pitchforka: „[to] dzieło starej duszy, wychowanej na Carole King, Joni Mitchell i The Carpenters”. W recenzji dodano także: „jej wokal potrafi być [...] wyjątkowo ładny, pęczniejąc w perłowe »ochy« i złote harmonie”. Rolling Stone nazwał Sling: „zajmującym, bardzo skoncentrowanym i muzycznie śmiałym". The Observer określił Sling jako „filmową rozkosz".
Sling pojawił się na 29. miejscu na przygotowanym przez The Guardian zestawieniu najlepszych albumów 2021. W recenzji NME Sling otrzymał ocenę 5 w pięciostopniowej skali. Rolling Stone i The Observer przyznały albumowi notę 4 w skali do 5. Portal Metacritic ocenił Sling na 84/100, a magazyn Pitchfork przyznał mu ocenę 7.4/10.
Od 16 lutego 2022 do 16 kwietnia Clairo wraz z Arlo Parks była w trasie „Sling North America Tour". 19 września zaczyna trasę europejską, w którą razem z nią pojedzie Jonah Yano; zakończy się ona 4 października 2022.

## Inspiracje
Clairo w wieku 13 lat zaczęła grę na gitarze, której lekcje rzuciła, aby uczyć się sama z tutoriali w Internecie. To od gitary najczęściej zaczyna pisanie i, jak mówi, to na 100% jej ulubiony instrument. W pracy nad albumem Sling zaczęła jednak „bawić się trochę pianinem".
Pierwszym albumem, który naprawdę zachwycił Claire to, jak powiedziała w wywiadzie dla magazynu FADER, Wincing the Night Away zespołu The Shins. Inspiracją dla niej jest także Joni Mitchell, na cześć której nazwała swojego psa. „You've Got a Friend" Carole King, której cover nagrała w 2020 roku, to utwór, który „naprawdę kocha", podobnie jak piosenkę Paula Simona „Still Crazy After All These Years".The Carpenters mieli na Claire duży wpływ, szczególnie w pracy nad albumem Sling. O utworze ich autorstwa, „Calling Occupants Of Interplanetary Crash", Clairo powiedziała: „Uwielbiam ten utwór, ponieważ w tak dziwny sposób łączy w sobie elementy takie jak smyczki, wokale i melodie". I, jak dodała, myśli, że „Karen Carpenter jest jedną z najlepszych wokalistek ever".

## Życie prywatne
Claire Cottrill urodziła się w Atlancie w stanie Georgia, jednak wychowała się w Carlisle, małym miasteczku w stanie Massachusetts. Jest córką Geoffa Cottrilla, dyrektora ds. marketingu, pracującego niegdyś w firmach takich jak Coca-Cola, Proctor&Gamble i Converse. Aktualnie jest on dyrektorem ds. marketingu w firmie Topgolf. Jej mama, Allie Cottrill, studiowała grafikę na Uniwersytecie Georgii i przez 15 lat pracowała w jako dyrektor ds. sztuki i designu w kilku agencjach reklamowych. Zajmuje się dziecięcą fotografią modową.
W 2017 roku zaczęła uczęszczać na Syracuse University na kierunku Music Business (biznes muzyczny), jednak nie ukończyła studiów, skupiając się na swojej muzyce.
Clairo ma psa, Joanie Cottrill, mieszankę rasy chow chow i pirenejskiego psa górskiego, którego nazwała na cześć amerykańskiej folkowej wokalistki i instrumentalistki Joni Mitchell. Joanie zamiast Joni, „żeby nie było całkiem creepy” jak powiedziała w wywiadzie z NME z 16 lipca 2021. Imieniem Joanie Clairo nazwała akustyczną kompozycję z albumu Sling.
Obecnie Claire Cottrill mieszka z Joanie w domu przy lesie w małym górskim miasteczku w Stanach Zjednoczonych. Jak mówi, zawsze marzyła o przeprowadzce w góry i cieszy się, że udało jej się to zrobić zamiast czekać na lepszy moment.
W wieku 17 lat u Claire zdiagnozowano młodzieńcze reumatoidalne zapalenie stawów. Jak mówiła, nawet zejście po schodach było dla niej wyzwaniem, ale „Internet dał mi wolność” - to jej własne słowa. Mówiła też, że jej choroba zajmuje tak dużą część jej życia, że chciała „ukryć ją przed ludźmi, którzy słuchają mojej muzyki”. Jednak 13 października 2018 w tweecie podzieliła się tą stroną swojego życia ze swoimi fanami.
Clairo w swoim tweecie z 29 maja 2018 roku napisała, że identyfikuje się jako osoba biseksualna.

## Dyskografia
| Tytuł    | Data wydania    | Wytwórnia                              | Single                     |
| -------- | --------------- | -------------------------------------- | -------------------------- |
| Immunity | 2 sierpnia 2019 | FADER Label                            | Bags, Closer To You, Sofia |
| Sling    | 16 lipca 2021   | FADER Label, Polydor, Republic Records | Blouse                     |

| Tytuł     | Data wydania | Wytwórnia   |
| --------- | ------------ | ----------- |
| diary 001 | 25 maja 2018 | FADER Label |

| Tytuł                                                 | Data wydania     | Album                      |
| ----------------------------------------------------- | ---------------- | -------------------------- |
| 2 Hold U                                              | 2017             | singiel spoza albumu       |
| Get With U                                            | 2017             | singiel spoza albumu       |
| Flaming Hot Cheetos                                   | 14 czerwca 2017  | diary 001                  |
| Pretty Girl                                           | 4 sierpnia 2017  | diary 001                  |
| 4EVER                                                 | 27 kwietnia 2018 | diary 001                  |
| Better (SG Lewis x Clairo)                            | 6 lipca 2018     | Better (SG Lewis x Clairo) |
| Drown (feat. Cuco)                                    | 1 sierpnia 2018  | Drown                      |
| Heaven                                                | 7 września 2018  | Heaven                     |
| Bubble Gum                                            | 22 lutego 2019   | Bubble Gum                 |
| Sis                                                   | 22 lutego 2019   | Sis                        |
| Bags                                                  | 24 maja 2019     | Immunity                   |
| Closer To You                                         | 27 czerwca 2019  | Immunity                   |
| Sofia                                                 | 26 lipca 2019    | Immunity                   |
| I Don't Think I Can Do This Again (Mura Masa, Clairo) | 21 sierpnia 2019 | R.Y.C. (Mura Masa)         |
| Blouse                                                | 11 czerwca 2021  | Sling                      |

| Tytuł                     | Clairo wraz z                               | Data wydania      | Album                |
| ------------------------- | ------------------------------------------- | ----------------- | -------------------- |
| Thinking Abt U            | Noah Burke                                  | 2015              | singiel spoza albumu |
| Queen                     | PHF                                         | 19 grudnia 2016   | 9MM                  |
| How Was Your Day?         | Mellow Fellow                               | 19 lipca 2017     | Jazzie Robbinson     |
| Girl                      | Brennan Henderson                           | 13 kwietnia 2017  | Never Been Cool      |
| You Might Be Sleeping     | Jakob                                       | 16 czerwca 2017   | Bedroom Tapes        |
| Froyo                     | .hans.                                      | 7 września 2017   | spoza albumu         |
| Midnight                  | Maxwell Young                               | 11 grudnia 2017   | Daydreamer           |
| Conducta                  | Osquello, Nonfunbuster                      | 23.12.2017        | spoza albumu         |
| Blue Angel                | Danny L. Harle                              | 9 lutego 2018     | spoza albumu         |
| Where Do We Go from Here? | Matt & Kim, Kevin Morby, Fletcher C Johnson | 4 maja 2018       | Almost Everyday      |
| Sum1 Else                 | forgetmenot                                 | 19 grudnia 2018   | spoza albumu         |
| Are You Bored Yet?        | Wallows                                     | 1 lutego 2019     | Nothing Happens      |
| February 2017             | Charli XCX, Yaeji                           | 13 września 2019  | Charli               |
| Racecar                   | Deaton Chris Anthony, Coco & Clair Clair    | 20 listopada 2019 | BO Y                 |

| Tytuł                    | Twórca     | Data wydania     | Album                 |
| ------------------------ | ---------- | ---------------- | --------------------- |
| Green Eyes               | Arlo Parks | 19 stycznia 2021 | Collapsed In Sunbeams |
| The Path                 | Lorde      | 20 sierpnia 2021 | Solar Power           |
| Solar Power              | Lorde      | 20 sierpnia 2021 | Solar Power           |
| Stoned at the Nail Salon | Lorde      | 20 sierpnia 2021 | Solar Power           |
| Fallen Fruit             | Lorde      | 20 sierpnia 2021 | Solar Power           |
| Leader of the New Regime | Lorde      | 20 sierpnia 2021 | Solar Power           |
| Mood Ring                | Lorde      | 20 sierpnia 2021 | Solar Power           |

## Nagrody i nominacje
| Rok  | Organizacja         | Nagroda                    | Dzieło               | Rezultat      | Źródło        |
| ---- | ------------------- | -------------------------- | -------------------- | ------------- | ------------- |
| 2018 | Boston Music Awards | Artist of the Year         | Clairo (całokształt) | Nominacja     | [ 37 ] [ 38 ] |
| 2018 | Boston Music Awards | Pop Artist of the Year     | Clairo (całokształt) | Wygrana       | [ 37 ] [ 38 ] |
| 2018 | Boston Music Awards | Album/EP of the Year       | diary 001            | Nominacja     | [ 37 ] [ 38 ] |
| 2019 | Boston Music Awards | Artist of the Year         | Clairo               | Nominacja     | [ 39 ] [ 40 ] |
| 2019 | Boston Music Awards | Pop Artist of the Year     | Clairo               | Wygrana       | [ 39 ] [ 40 ] |
| 2019 | Boston Music Awards | Album of the Year          | Immunity             | Wygrana       | [ 39 ] [ 40 ] |
| 2019 | Boston Music Awards | Song of the Year           | Bags                 | Nominacja     | [ 39 ] [ 40 ] |
| 2019 | BBC Radio 1         | Hottest Record of the Year | Bags                 | Piąte miejsce | [ 41 ]        |
| 2020 | NME Awards          | Best Song in the World     | Bags                 | Nominacja     | [ 42 ]        |
| 2020 | NME Awards          | Best New Act in the World  | Clairo               | Wygrana       | [ 42 ]        |

## Kontrowersje
W związku z koneksjami ojca Clairo, Geoffa Cottrilla, w wytwórni FADER, w jej stronę wysuwano oskarżenia o to, że jest „industry plant", artystką, za której sukcesem stoi wytwórnia i znajomości jej ojca. Claire komentuje te zarzuty, mówiąc: „Niemożliwe jest zaplanować coś takiego jak stworzenie wideo, które zyska taką popularność".

## Clairo - oficjalna strona i profile
- Oficjalna strona Clairo
- Facebook
- Instagram
- YouTube
- Soundcloud
- Bandcamp